# 脇野沢八幡宮例大祭
脇野沢八幡宮例大祭（わきのさわはちまんぐうれいたいさい）は、青森県むつ市の脇野沢地区にある脇野沢八幡宮の例大祭である。青森県の無形民俗文化財に指定されている。

## 歴史・背景・概要
- 脇野沢八幡宮例大祭は、1700年代頃から北前船で活躍した商人達によって始められ、彼らが脇野沢本村に定住していく過程で祭礼に関与していったと言われている。
- 寛政年間（1789～1801年）に神輿や神具一式が能登の商人からもたらされ、神輿渡卸による祭礼が始められた。その後も本村の夏祭りには、海運による経済的発展でもたらされた山車神楽などが加わって拡大し、船山、蛭子山の山車、新井田・瀬野からは道中神楽、滝山神楽、源藤城神楽、さらに、九艘泊・寄浪からは神輿担ぎらが町内を練り歩き、今では脇野沢地区を代表する夏祭りとして親しまれている。
- 山車屋台は「ダシ」若しくは「ヤマ」と呼ばれ、「蛭子山」と船山「鳳凰丸」がある。それぞれ蛭子人形と菊童子（キクドンジ）が二階部分に飾られており、八幡宮の祭礼に際して神輿渡御に供奉し神楽と共に巡行する。

## 神楽と山車
神楽
- 概要 - 文政・天保年間の頃に、脇野沢の佐渡屋六郎エ門が加賀の国・三国から下し、本村港町三国屋茂平家に祀っていたと伝えられており、その後、神楽を新井田に寄贈したもので、その後、瀬野へ分家する家が多くなったので、新井田・瀬野神楽となった。
- 滝山（たきやま）神楽
  - 祀られた時代は不明であるが、滝山の獅子舞はむつ市の栗山から師匠をとっていて、獅子は雄獅子であるため、振り方は勇壮なものである。毎年、八幡宮祭典と正月の門打ちに神社から下ろしている。
- 源藤城（げんとうしろ）神楽
  - 源藤城の獅子舞は東通村目名から師匠をとっている。獅子舞は雌獅子で振り方、拍子もおとなしい調子で構成されている目名の人がかなり以前から芸能を伝授したという経緯があり、山仕事の関係によるものとされている。
- 九艘泊（くそうどまり）神楽
  - 九艘泊の獅子舞は古くから伝えられているが年代は不明である。大正から昭和にかけて一時衰退し伝承できなくなり、終戦後に滝山から師匠を招いて滝山の獅子舞が伝授され現在に至っている。
- 小沢（こざわ）神楽
  - 小沢の獅子舞は東通村目名において伝承されているが年代は不明である。現在、奉神会の手で保存され、小沢八幡宮祭典および御祭礼の時に奉納されている。獅子は2人使いであり、獅子の左右にはササ振りが一人ずつ付く。

八幡宮神輿
- 概要 - 寛政年間に神輿や神具一式が能登の商人からもたらされ、8月16・17日に九艘泊・蛸田（たこだ）・寄浪（きなみ）地区の若者が神輿を担ぎ、練り歩いている。

舟山（鳳凰丸）
- 概要 - 船山は全長5メートルほどの船に台車をつけた山車で船名は「鳳凰丸」。船山は山車に菊童子を乗せる。菊童子の人形は文化7年（1810年）にもたらされ、当初は蛭子山と船山の間で台車に乗せて曳いていた。

蛭子山
- 概要 - 蛭子山では、山車に蛭子様を乗せる。蛭子山は、台車の上に屋形を取り付けた屋台で、蛭子山が出来たのは、文化10年（1813年）で氏子の発願により蛭子人形を招来したものだと伝えられている。

## 囃子・かけ声
祭りの執行組織が整えられているほか、「拍子検査」があり、伝承の正しさと質の高さが保たれている。また、歴史的資料も文政期以降であるが残されている。

## 主な行事日程
8月7日に氏子総代会が開かれ祭典への供奉が山車の単位集団である「町印（チョウジルシ）」に要請され、8月15日の宵宮、16日、17日の本祭りに所定の順路を巡行する。各戸では、供物を準備し正装した戸主が迎える。祭りの最後には、神社の前に勢揃いし、神輿がコワル（怖るまたは強る、神輿が終点前（鳥居）で行ったり来たりして祭りが終わるのを引き伸ばすこと）のを見守り、街角まで戻って別れる。

## 運行地域
むつ市脇野沢 本村地域